# Гуміново-кислотна гіпотеза брикетування бурого вугілля
Гуміново-кислотна гіпотеза брикетування бурого вугілля — гіпотеза брикетування, що пояснює зчеплення частинок вугілля при брикетуванні гуміновими кислотами, що являють собою колоїди і мають сильно виражений полярний характер.
Гумінові кислоти — це речовини, що вилучаються із вугілля слабкими розчинами лугів. Найбільший вихід гумінових кислот спостерігається у молодого бурого вугілля. Він зменшується зі збільшенням ступеня вуглефікації. Чим більше вихід гумінових кислот, тим краще брикетується вугілля.
Відповідно до цієї гіпотези, молекули гумінових кислот, завдяки сильним диполям, сприяють прояву молекулярних сил зчеплення між частинками при їх тісному зіткненні один з одним при пресуванні.
Численні дослідження брикетування залишкового вугілля після видалення з нього гумінових кислот показали, що брикетна здатність його може як поліпшуватися, так і погіршуватися. Досвіди по одержанню міцних брикетів з матеріалів, що не містять гумінових кислот, наприклад лігніну (відходу гідролізного виробництва), говорять про те, що гумінові кислоти не можуть бути зв'язувальною речовиною при брикетуванні вугілля і торфу.